# Ad hoc
Ad hoc je latinski izraz koji znači "zbog ovog" ili "zbog ove svrhe".
Ovaj se izraz najviše koristi u pravu i diplomaciji.
U općenitom smislu "ad hoc" označava neko rješenje za neki specifični problem ili zadaću koji se ne generalizira, te koji se ne smije primjenjivati u druge svrhe.
Primjeri za ovaj pojam su razne organizacije, odbori, povjerenstva, vijeća, komisije i diskusije, koji su stvoreni na nacionalnoj ili internacionalnoj razini zbog točno određenih zadaća. Na drugim područjima ovaj termin može se odnositi na npr.: krojačko odijelo, stvoreni mrežni protokol ili neka specifična jednadžba koja se koristi samo u točno određenu svrhu. "Ad hoc" može također imati konotacije nekog provizornog rješenja, neadekvatnog planiranja ili improviziranih događaja. Ostale derivacije ovog latinskog izraza su "AdHoc", "adhoc" te "ad-hoc".